# Sự trả thù ngọt ngào
Sự trả thù ngọt ngào (tiếng Hàn: 칼잡이 오수정; Romaja: Kal Jabi Oh Sujeong) là một bộ phim hài tình cảm Hàn Quốc 2007 với sự tham gia của diễn viên Uhm Jung-hwa và Oh Ji-ho. Phim chiếu trên SBS từ 28 tháng 7 đến 16 tháng 9 năm 2007 vào mỗi thứ 7 và chủ nhật lúc 21:45 gồm 16 tập.
Tại Việt Nam, phim từng được TVM Corp. mua bản quyền và phát sóng trên kênh HTV3.

## Phân vai

### Nhân vật chính
- Oh Ji-ho vai Go Man-soo / Karl Go
- Uhm Jung-hwa vai Oh Soo-jung
- Kang Sung-jin vai Jung Woo-tak
- Park Da-an vai Yook Dae-soon

### Nhân vật phụ
- Ahn Sun-young vai Lee Young-ae, bạn Soo-jung
- Yoo Hye-jung vai Kim Pil-sook, bạn Soo-jung
- Sung Dong-il vai Jung Seung-gyu
- Ahn Yong-joon vai Choi Soo-hyuk
- Kim Kap-soo vai Oh Byung-jik, ba Soo-jung
- Yu Ji-in vai Shim Wol-do, mẹ Soo-jung
- Kim Dong-kyun vai Yoon Dong-kwan, chồng Young-ae
- Seo Hee-seung vai ba Man-soo
- Han Bok-hee vai mẹ Man-soo

## Ratings
| Ngày                | Tập        | Toàn quốc | Seoul    |
| ------------------- | ---------- | --------- | -------- |
| 28 tháng 7 năm 2007 | 1          | 12.4 (9)  | 12.9 (9) |
| 29 tháng 7 năm 2007 | 2          | 14.8 (6)  | 16.2 (5) |
| 4 tháng 8 năm 2007  | 3          | 12.1 (8)  | 12.6 (9) |
| 5 tháng 8 năm 2007  | 4          | 15.5 (5)  | 16.3 (4) |
| 11 tháng 8 năm 2007 | 5          | 12.8 (7)  | 13.8 (7) |
| 12 tháng 8 năm 2007 | 6          | 14.3 (10) | 15.1 (9) |
| 18 tháng 8 năm 2007 | 7          | 11.8 (9)  | 12.4 (7) |
| 19 tháng 8 năm 2007 | 8          | 14.5 (6)  | 15.4 (5) |
| 25 tháng 8 năm 2007 | 9          | 13.5 (7)  | 14.4 (6) |
| 26 tháng 8 năm 2007 | 10         | 13.9 (8)  | 14.9 (6) |
| 1 tháng 9 năm 2007  | 11         | 15.5 (5)  | 16.4 (5) |
| 2 tháng 9 năm 2007  | 12         | 14.1 (6)  | 15.1 (5) |
| 8 tháng 9 năm 2007  | 13         | 13.2 (6)  | 13.8 (5) |
| 9 tháng 9 năm 2007  | 14         | 11.6 (8)  | 12.1 (8) |
| 15 tháng 9 năm 2007 | 15         | 14.2 (6)  | 14.8 (5) |
| 16 tháng 9 năm 2007 | 16         | 14.7 (9)  | 15.8 (7) |
| Trung bình          | Trung bình | 13.7%     | 14.5%    |

## Soundtrack
1. 성공시대 - Sun
2. Man To Man (Inst.)
3. I Love Diamond (Inst.)
4. Love Line (Inst.)
5. Sentimental (Inst.)
6. Grey Shoes (Inst.)
7. Gloomy Day (Inst.)
8. Choice Of Love (Inst.)
9. Warning! (Inst.)
10. Putting On Make-Up (Inst.)
11. Regret (Inst.)
12. Step By Step (Inst.)
13. Lovely Woman (Inst.)
14. Sad Movies (Inst.)
15. Wanted! (Inst.)
16. Yellow Card (Inst.)
17. Show Me The Way (Inst.)